# Titularbistum Regiana
Regiana ist ein Titularbistum der römisch-katholischen Kirche.
Die in Nordafrika gelegene Stadt war ein alter römischer Bischofssitz, der im 7. Jahrhundert mit der islamischen Expansion unterging. Er lag in der römischen Provinz Numidien.
| Titularbischöfe von Regiana |                                    |                                                                                                   |                   |                 |
| Nr.                         | Name                               | Amt                                                                                               | von               | bis             |
| 1                           | Titu Liviu Chinezu                 | Weihbischof in Făgăraș und Alba Iulia (Rumänien)                                                  | 1949              | 15. Januar 1955 |
| 2                           | Andreas Peter Cornelius Sol MSC    | Koadjutorbischof von Amboina (Indonesien)                                                         | 10. Dezember 1963 | 15. Januar 1965 |
| 3                           | Antonio Montero Moreno             | Weihbischof in Sevilla (Spanien)                                                                  | 4. April 1969     | 3. Mai 1980     |
| 4                           | José Vicente Henriquez Andueza SDB | Weihbischof in Barinas bis 1985 Weihbischof in Caracas, Santiago de Venezuela (Venezuela) ab 1985 | 26. Juni 1980     | 24. Juni 1987   |
| 5                           | Adam Lepa                          | Weihbischof in Łódź (Polen)                                                                       | 4. Dezember 1987  | 27. April 2022  |
| 6                           | Álvaro Chordi Miranda              | Weihbischof in Santiago de Chile (Chile)                                                          | 2. Juli 2022      |                 |